# Trachenberg-Plan

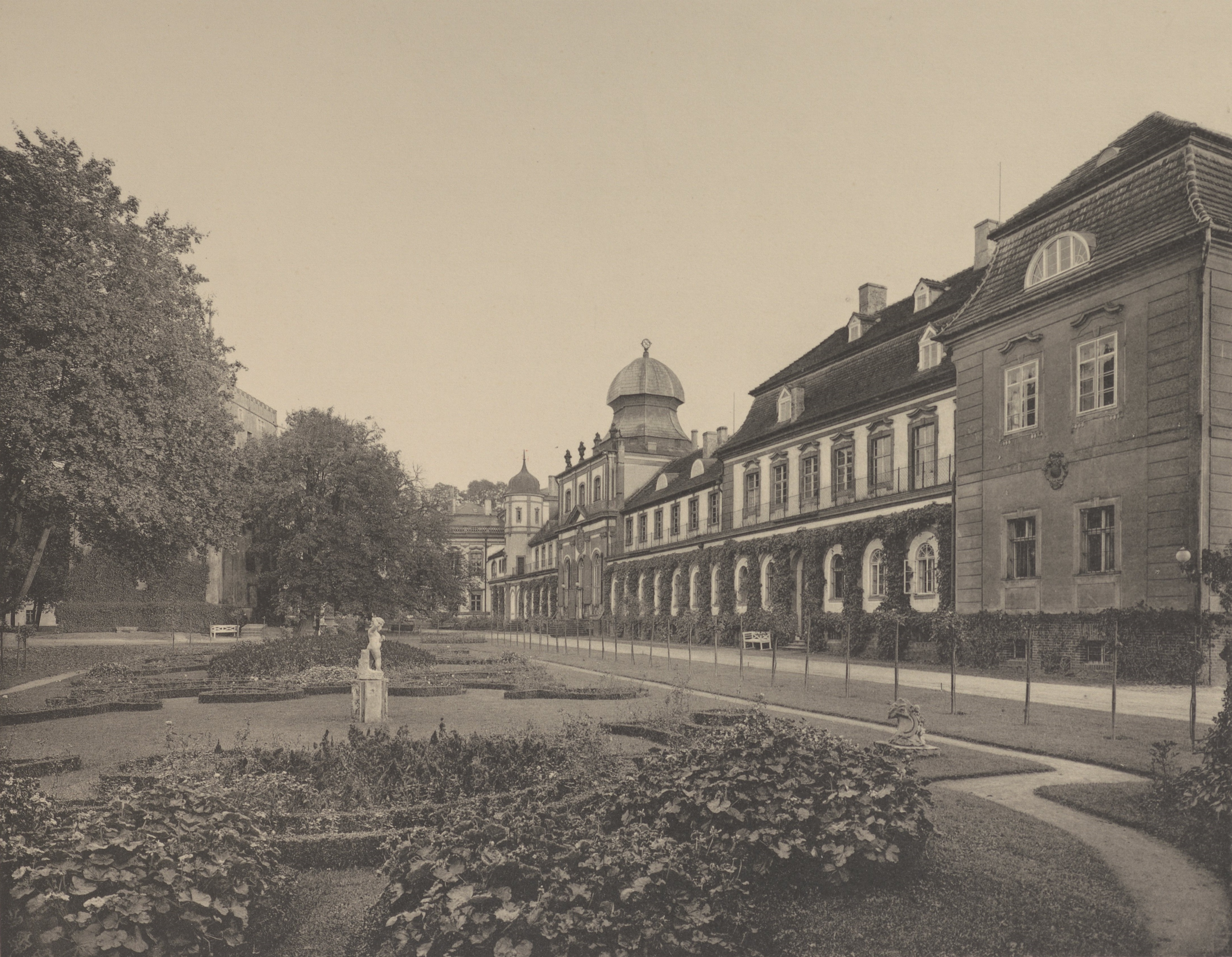
Schloss Trachenberg in Schlesien

Der Trachenberg-Plan, auch Trachenberger Kriegsplan genannt, bezeichnet die strategische Planung der Koalitionstruppen im Befreiungskrieg 1813 für die deutsche Kampagne.

## Vorgeschichte
Nachdem das Heer Napoleons im Krieg gegen Russland 1812 eine empfindliche Niederlage erlitten hatte, verbündeten sich im März 1813 der preußische König Friedrich Wilhelm III. und der russische Zar Alexander I. und riefen zum Befreiungskrieg auf. Wenig später ging Schweden unter Kronprinz Karl Johann ins Lager der Verbündeten über.
Obwohl er im Wesentlichen nur über neu ausgehobene und schlecht ausgebildete Truppen verfügte, gelang es Napoleon, die Koalitionstruppen in der ersten Hälfte des Jahres 1813 in mehreren Schlachten, u. a. bei Lützen und Bautzen, zu besiegen. Anfang Juni führten auf der Seite der Verbündeten die Niederlagen, der nach wie vor große Respekt vor Napoleons militärischem Talent und die unklare Haltung der übrigen deutschen Staaten und bei Napoleon eine dringend benötigte Konsolidierungsphase zum bis in den August 1813 anhaltenden Waffenstillstand von Pläswitz. Die österreichische Diplomatie versuchte in der Waffenpause, einen europäischen Frieden zu vermitteln. Nachdem Napoleon nicht auf Friedensangebote eingegangen war, trat Österreich der russisch-preußisch-schwedischen Allianz bei. Um eine effektive gemeinsame Strategie der Koalitionstruppen zu entwickeln, kam es am 12. Juli 1813 zu einer Konferenz auf dem preußischen Schloss Trachenberg. König Friedrich Wilhelm  III. von Preußen, Zar Alexander I. von Russland und Kronprinz Karl Johann einigten sich auf den Trachenberg-Plan. Er ging im Wesentlichen auf den schwedischen Kronprinzen Karl Johann (den ehemaligen französischen Marschall Jean-Baptiste Bernadotte) und den österreichischen Generalstabschef Radetzky zurück.

## Armeebildung
Der Plan sah die Aufstellung von drei Armeen vor. Mit Rücksicht auf das zu den Alliierten gestoßene Österreich sollte die Hauptarmee von Böhmen aus operieren. Durch die Verbündeten wurde diese Armee auf die nötige Stärke erweitert. Am Ende umfasste sie 250.000 Mann. Befehlshaber war Karl Philipp zu Schwarzenberg. Generalstabschef war Radetzky. Bei der Armee befanden sich auch Franz I., Friedrich Wilhelm  III. und Alexander I.
Eine Nordarmee stand unter dem Befehl von Kronprinz Karl Johann. Sie bestand aus den schwedischen Truppen und zwei preußischen Korps unter den Generalen Bülow und Tauentzien. Hinzu kam ein russisches Korps unter Ferdinand von Wintzingerode. Insgesamt kam diese Armee auf 127.000 Mann.
Die Schlesische Armee unter dem Befehl von Gebhard Leberecht von Blücher mit dessen Chef des Stabes August Neidhardt von Gneisenau war nach Abgabe von Truppen an die anderen Armeen etwa 104.000 Mann stark. Sie bestand aus einem preußischen Korps unter Ludwig Yorck von Wartenburg und drei russischen Korps.

## Der Plan
Geplant war, Napoléons Hauptarmee auszuweichen und zunächst die kleineren Kontingente anzugreifen. Sobald eine der drei Armeen von der gegnerischen Hauptmacht angegriffen würde, sollte sie sich zurückziehen. Dagegen sollten die beiden anderen Armeen vorrücken und den Gegner angreifen. Der Plan war insofern defensiv, als die Verbündeten den Hauptschlag erst führen wollten, sobald die russischen Reservetruppen eingreifen konnten. Ziel war es, Napoléon mit einer Übermacht zu besiegen.

## Folgen
Der Versuch Napoleons, dem Plan durch die Vernichtung der Einzelarmeen zu begegnen, scheiterte. Die Nordarmee behauptete sich in der Schlacht bei Großbeeren. Die Hauptarmee siegte in der Schlacht bei Kulm. Die Schlesienarmee siegte bei Katzbach. Der Versuch von Marschall Michel Ney, auf Berlin vorzustoßen, scheiterte in der Schlacht bei Dennewitz. Letztlich führte dies zur Einkreisung von Napoléon bei Leipzig und dem Sieg der Alliierten in der Völkerschlacht bei Leipzig.